# ОШ „Франце Прешерн” Раковица
ОШ „Франце Прешерн“ једна је од основних школа у Раковици. Основана је 1955. године, а налази се у улици Станка Пауновића Вељка 45.

## Историјат
Школа је основана 1. септембра 1955. године, а формирана је од бивше основне школе „Франце Прешерн“ и нижих разреда бивше Шеснаесте београдске гимназије. Стара школа „Франце Прешерн“ основана је 1938. године у улици Љутице Богдана 45, под називом Очигледна школа „Кнеза намесника Павла” и била је четвороразредна, са 287 ученика. У то време број ученика се кретао од 35 до 40, била је добро опремљена са свим инвентаром и училима, а у њој је радило осам учитеља.
У фебруару 1945. године школа је пресељена у приватну зграду у Ужичку улицу 45 и тада названа „Основна школа број 29”.  Током школске 1951/1952. године школе је променила име у „Франце Прешерн”. По одлуци Заједнице образовања и Културно-просветног већа града Београда, школске 1968/1969. године, школа се преселила у нову зграду у насељу Миљаковац, у улицу Станка Пауновића 45. Зграда у то време није била завршена, па се настава од 15. септембра до 28. новембра 1969. године изводила у просторијама основне школе „Ђура Јакшић” на Канаревом брду.
Свечано отварање нове школске зграде извршено је 3. децембра 1969. године у улици Станка Пауновића 45. Током школске 1969. године школу је похађало 400 ученика, они су били распоређени у 13 одељења старијих разреда и 16 одељења млађих разреда. У продуженом боравку у том периоду радиле су 4 групе, а отворена је и библиотека која је имала фонд од око 3000 књига.
Школа је добила име по Францу Прешерну, словеначком књижевнику и правнику.